# Sujata Pariyar
Sujata Pariyar é uma política nepalesa que faz parte do partido Congresso do Nepal e actualmente serve como membro do 1º Parlamento Federal do Nepal. Nas eleições gerais do Nepal de 2017, ela foi eleita como representante proporcional da categoria Dalit.